# Pierre-François Biancolelli
Pour les articles homonymes, voir Dominique Biancolelli et Biancolelli.
Pierre-François Biancolelli, dit Dominique (fils), né le 20 septembre 1680 à Paris où il est mort le 18 avril 1734, est un acteur français de la Comédie-Italienne.

## Biographie et œuvres
Pierre-François Biancolelli est le fils des acteurs Domenico Biancolelli et Orsola Cortesi, membres de la troupe de la Comédie-Italienne qui se produisait en France. Domenico Biancolelli, établi à Paris depuis 1662, est l'une des vedettes de la troupe, et l'un des Arlequins les plus célèbres de toute la période française de la commedia dell'arte ; Orsola Cortesi (1637-1718) joue une innamorata nommée Eularia. Il reçoit une formation dans un collège jésuite à Paris. 
Le 4 mai 1697, le roi Louis XIV ordonne la fermeture du Théâtre italien de Paris, installé à l'Hôtel de Bourgogne depuis 1680 ; la troupe se disperse et gagne la province. Pierre-François Biancolelli rejoint une troupe itinérante dirigée par un ancien acteur de la Comédie-Italienne Giuseppe Tortoriti (qui joue Pasquariello) ; il épouse sa fille Jeanne-Jaquette, qui joue le rôle de Marinette. Il joue avec sa femme en Italie, puis revient en France : on le retrouve à Marseille, Lyon et à Paris où il joue dans une troupe foraine. Il écrit en 1712 à Lyon une comédie La Promenade des Terreaux de Lyon, qui n'est pas publiée et dont un manuscrit a été conservé à la bibliothèque municipale de Lyon.
En 1717, il entre dans la nouvelle troupe de la Comédie-Italienne que Luigi Riccoboni avait été chargé de former à Paris sur ordre du Régent. Il débute à la Comédie-Italienne le 12 octobre 1717 dans le rôle de Pierrot.
Il compose lui-même des comédies et excelle dans la parodie. Œdipe travesti (1719), parodie de l’Œdipe de Voltaire, et Agnès de Chaillot (1723), parodie de l’Inès de Castro d'Antoine Houdar de La Motte, rencontrent un grand succès à Paris.